# Africká hudba

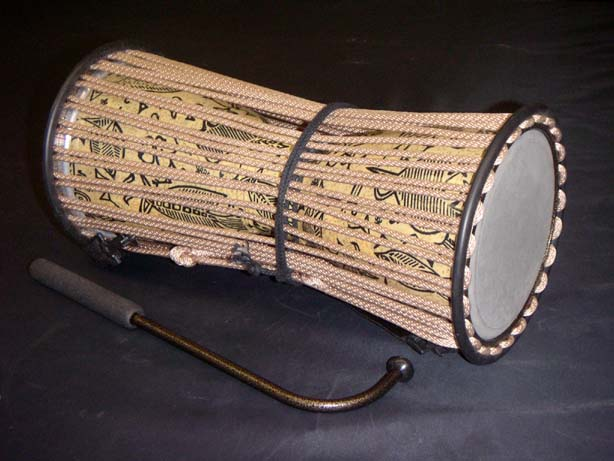
Bubínek Tama

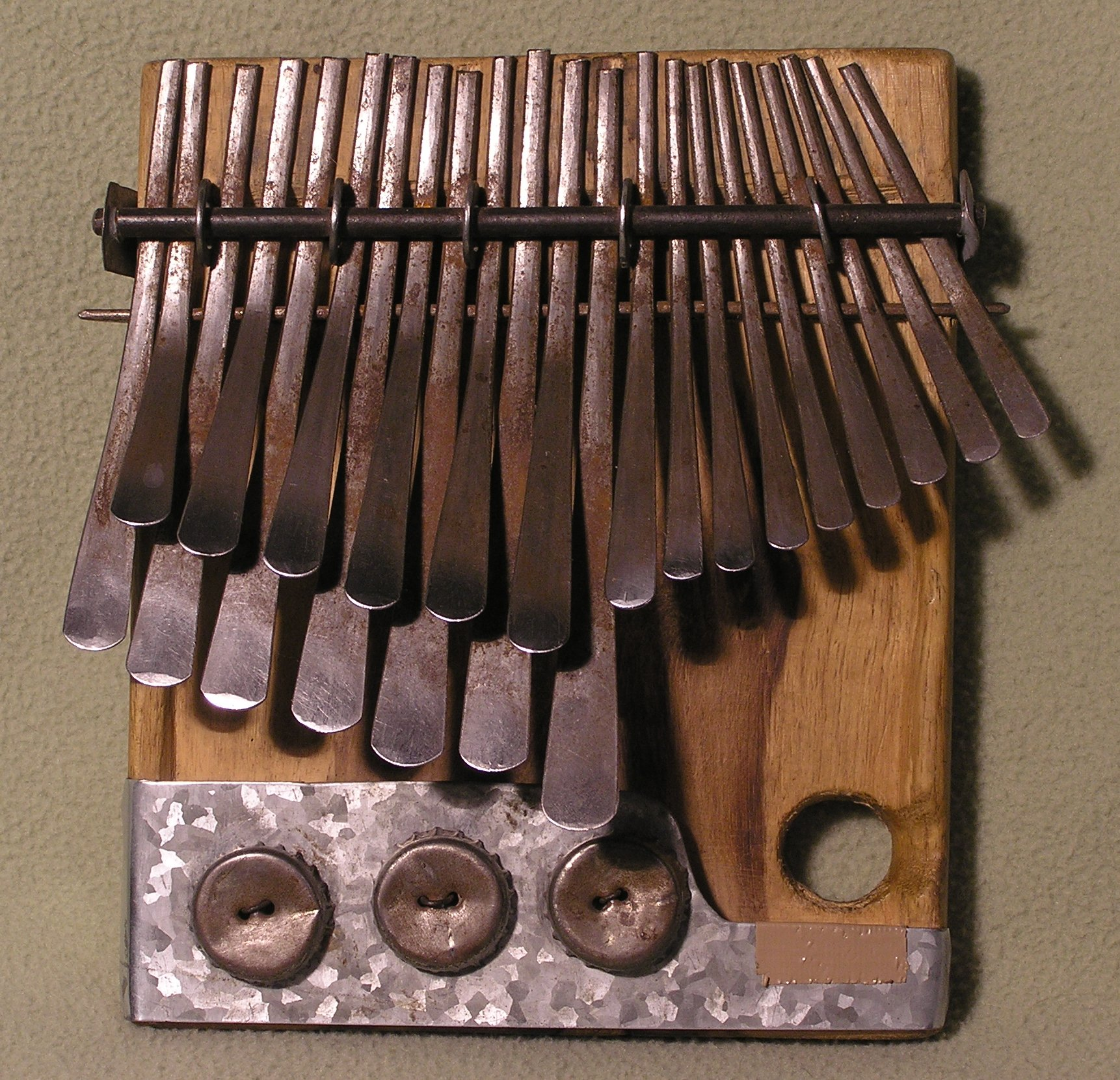
Mbira

Africká hudba je v širším smyslu hudba obyvatelstva celého afrického kontinentu (i arabskoislámská hudba), v užším smyslu lidová hudba černých obyvatel Afriky. Je velmi těsně spojena s životními a pracovními úkony obyvatel a s kultovními obřady. Je záležitostí vždy celého kolektivu a je jí připisována magická moc.

## Charakteristika
Pro velkou rozlohu území zahrnuje velmi odlišné typy. Vokální hudba je převážně jednohlasá, někdy též vícehlasá s paralelním vedením hlasů v terciích, kvartách, ale též heterofonní až polyfonní. K charakteristickým znakům africké hudby patří krátké melodicko-rytmické fráze (patterns), které jsou opakovány a rozvíjeny responsoriální, popřípadě antifonální technikou (princip zvolání a odpovědi). Z hlediska tónového systému převládá v africké hudbě pentatonika, bohatá je rytmická stránka (častá polyrytmie). Hudební nástroje jsou vyráběny zvláště z kmenů stromů, bambusu, slonoviny, zvířecích koží a plodů některých tropických tykvovitých rostlin, převažují nástroje bicí (bubny, chřestítka, rolničky, zvony), z dechových jsou zastoupeny různé druhy příčných fléten a píšťal, dále jednoduché trubky a rohy, často se uplatňují i strunné drnkací nástroje.
V původních afrických kulturách je buben djembe primárním a vůdčím hudebním nástrojem a rovněž symbolem síly a moci. Často hraje více bubeníků dohromady. Bubnování je kruciálním elementem afrických kultur, tmelem afrických společenství, dorozumívacím prostředkem, uměleckým nástrojem, ale i specifickou africkou filozofií. V některých afrických jazycích je výraz „převzít vládu“ vyjádřen slovy „převzít buben“ a ve Rwandě je dodnes známý právě tzv. královský buben (Inganji karinga). Bubnování provází iniciační rituály (které jsou zásadní proto, aby se člověk stal plnohodnotnou osobou), oslavy narození, sňatky, přechodové rituály i pohřby. Bubny varují na dálku před nebezpečím, oznamují úmrtí, předávají zprávy, spojují lidi. Afričané bubnování milují, buben je jejich primárním hudebním nástrojem a uměleckým výrazem. Často je buben sólovým hudebním doprovodem společenských událostí, mnohdy je také doprovázen strunnými nástroji (v západní Africe dříve s rezonátory z tykve) nebo moderními nástroji. Africký buben má své nezastupitelné místo jak v tradiční tak i v moderní africké hudbě.

## Vývoj
Profesionální africké hudební umění se rozvíjí jako výsledek národně osvobozeneckého boje, středisky rozvoje jsou zvláště Ghana, Nigérie, Gambie.
Z africké hudby, přenesené do Ameriky, se vyvinul hudební žánr blues, který dal základ jazzu, ragtimu, country, rock and rollu, rocku a dalším stylům západoevropské populární hudby a ovlivnilo i mnoho skladatelů vážné hudby, a dalo také nepřímý základ pro hip hop nebo pop music.